# Alberto Vaquero
Alberto Vaquero Aguilar (Zaragoza, 12 de noviembre de 2002) es un futbolista español que juega como mediocentro en la S. D. Tarazona de la Primera Federación.

## Trayectoria
Nacido en Zaragoza, Aragón, Vaquero comenzó su carrera en el CD Oliver de su ciudad natal antes de unirse a las categorías inferiores del Villarreal CF a la edad de 12 años. Dejó el club después de un año y se enrolaría en el EM El Olivar antes de unirse a las categorías inferiores del Real Zaragoza en 2020 para jugar su equipo de División de Honor juvenil.
El 12 de septiembre de 2021, debutó con el Deportivo Aragón de la Tercera Federación ante el CF Épila. En la temporada 2021-22, anotó 5 goles y el filial maño logró el ascenso a Segunda Federación.
El 30 de octubre de 2023, hizo su debut con el primer equipo del Real Zaragoza en la Segunda División de España, sustituyendo a Víctor Mollejo en un empate a uno a domicilio ante el Burgos CF. En la misma temporada, disfrutaría de minutos frente al CD Leganés y FC Andorra.

## Clubes
Actualizado al último partido disputado el 5 de enero de 2025.
| Club               | País   | Año       | Partidos | Goles |
| ------------------ | ------ | --------- | -------- | ----- |
| Deportivo Aragón   | España | 2021-act. | 55       | 5     |
| Real Zaragoza      | España | 2024-act. | 3        | 0     |
| C.D. Lugo (cesión) | España | 2024-2025 | 15       | 0     |